# Álvaro Sánchez
Álvaro Sánchez Alfaro (Ciudad Quesada, 2 agosto 1984) è un calciatore costaricano, centrocampista dell'Alajuelense.